# Vartan Bayanduryan
Vartan Bayanduryan (20 settembre 1993) è un tuffatore armeno.

## Biografia
Ha rappresentato la nazionale armena ai mondiali di Budapest 2017, dove si è piazzato quarantunesimo nella piattaforma 10 metri.
Agli campionati europei di nuoto di Glasgow 2018 ha gareggiato nei concorsi dei tuffi dalla piattaforma 10 metri, dove è stato nel preliminare con il sedicesimo piazzamento in classifica.

## Palmarès
| Anno | Manifestazione   | Sede     | Evento           | Risultato | Prestazione | Note |
| ---- | ---------------- | -------- | ---------------- | --------- | ----------- | ---- |
| 2017 | Mondiali         | Budapest | Piattaforma 10m  | 41º P     | 280,90 p.   |      |
| 2018 | Europei di nuoto | Glasgow  | Piattaforma 10m  | 16º P     | 248,25 p.   |      |
| 2019 | Europei di tuffi | Kiev     | Trampolino 3m    | 21º P     | 321,75 p.   |      |
| 2021 | Coppa del mondo  | Tokyo    | Piattaforma 10m  | 25º P     | 370,30 p.   |      |
| 2021 | Coppa del mondo  | Tokyo    | Sincro 10m       | 16º       | 315,78 p.   |      |
| 2021 | Europei di nuoto | Budapest | Piattaforma 10 m | 17º P     | 354,60 p.   |      |
| 2021 | Europei di nuoto | Budapest | Sincro 10m       | 4º        | 385,38 p.   |      |